# 戴维·哈曼
戴维·哈曼（英語：David Harman，20世纪—），美国前男子赛艇运动员。他曾代表美国参加瑞士卢塞恩举行的1974年世界赛艇锦标赛，获得男子轻量级八人单桨有舵手金牌。